# Восток (стадион)
Стадион «Восток» — многофункциональный стадион и крупнейший спортивный объект в Усть-Каменогорске. Был открыт в 1963 году специально для футбольного клуба «Восток». Вместимость — 8,5 тыс. зрителей. Служит в основном для футбольных матчей, иногда используется в качестве концертной площадки. Является домашней ареной для местной футбольной команды «Восток».
C 2005 года в связи с износом решался вопрос о капитальном ремонте. В 2010 году акимат Усть-Каменогорска решил реконструировать стадион для соответствия стандартам УЕФА, на реконструкцию было направлено 600 млн тенге. В августе 2010 года были установлены новые скамейки на трибунах.